# エルフ (バンド)
エルフ（Elf）は、アメリカ合衆国のハード・ロック・バンド。ロニー・ジェイムス・ディオの出身バンドであり、リッチー・ブラックモアが結成したリッチー・ブラックモアズ・レインボーの母体になったことで知られる。

## 略歴

### 黎明期
1967年、ニューヨーク州コートランドで結成。最初のバンド名はThe Electric Elvesだったが、The Elvesと省略され、最終的にElfになった。メンバーは、ロナルド・パダヴォナ（ボーカルとベース）、ダグ・サーラー（キーボード）、ゲイリー・ドリスコール（ドラムス）、デヴィッド・フェィンスティン（ギター）、ニック・パンタス（ギター）の5人。
1970年にパンタスが交通事故で死亡したので、4人編成で活動を続けた。サーラーがグループを去り、ミッキー・リー・ソウルがバンドに加わった。

### レコーディングとライヴ活動
1972年、当時第2期だったディープ・パープルのイアン・ペイスとロジャー・グローヴァーが彼等の演奏を観て気に入ったことがきっかけになり、パープル・レコード（Purple Records) から2人の共同プロデュースによるファースト・アルバム『エルフ』をリリースする。この時のメンバーは以下の4名だった。
- ロナルド・パダヴォナ - ボーカル、ベース
- デヴィッド・フェンスティン - ギター
- ゲイリー・ドリスコール - ドラムス
- ミッキー・リー・ソウル - キーボード

さらに彼等は第2期ディープ・パープルのアメリカ・ツアーのオープニング・アクトを務める。
1973年、ロナルド・パダヴォナ改めロニー・ジェイムス・ディオがボーカル専任となり、クレイグ・グルーバーがベーシストとして加入。またフェンスティンが脱退してスティーヴ・エドワーズが後任ギタリストとして加入。新しい顔ぶれで5人編成として同年10月に活動を再開した。1974年4月16日、パープル・レコードからグローヴァーのプロデュースによりセカンド・アルバム『キャロライナ・カウンティ・ボール』を発表した。アメリカでは『L.A./59』と題された。
- ロニー・ジェイムス・ディオ - ボーカル
- スティーヴ・エドワーズ - ギター
- クレイグ・グルーバー - ベース
- ゲイリー・ドリスコール - ドラムス
- ミッキー・リー・ソウル - キーボード

彼等は第3期ディープ・パープルのイギリス・ツアーのオープニング・アクトを務め、さらにキャリアを積んで知名度を高めていった。
1974年暮れからサード・アルバムのレコーディングを開始。同郷のコートランド出身のパーカッショニストのマーク・ナウシーフが参加した。1975年6月にMGMレコードから、グローヴァーのプロデュースによって『バーン・ザ・サン』を発表した。
- ロニー・ジェイムス・ディオ - ボーカル
- スティーヴ・エドワーズ - ギター
- クレイグ・グルーバー - ベース
- ゲイリー・ドリスコール - ドラムス
- ミッキー・リー・ソウル - キーボード
- マーク・ナウシーフ - パーカッション

### 消滅
第3期ディープ・パープルに在籍していたギタリストのリッチー・ブラックモアは、1974年7月に録音が開始されたアルバム『嵐の使者』の制作中に、第3期からメンバーになったデイヴィッド・カヴァデールとグレン・ヒューズが前作『紫の炎』にも増して、ソウル・ミュージックやファンキー・ミュージックの要素を持ち込むことに不満を抱いた。そしてクォーターマスが取り上げた「ブラック・シープ・オブ・ザ・ファミリー」（Black Sheep Of The Family）という曲を録音することを提案したが、オリジナル曲に執着するメンバーに反対された。
ブラックモアは、ディープ・パープルのオープニング・アクトやグローヴァーのソロ・アルバム『バタフライ・ボール』（1974年）でのボーカル・ワークで気に入っていたディオを起用して「ブラック・シープ・オブ・ザ・ファミリー」を録音して、ソロ・シングルとして発表することにした。彼はディオと「16世紀のグリーンスリーヴス」（Sixteenth Century Greensleeves）を共作し、グルーバー、ソウル、ドリスコールを招聘して2曲を録音した。彼は出来の良さに大変満足して、ソロ・シングルを発表するのではなく、ディオ達と新しいバンドを結成することにした。
彼は1975年2月20日から3月14日まで、ミュンヘンのミュージックランド・スタジオにディープ・パープルのプロデューサーのマーティン・バーチを迎えて、ディオ、グルーバー、ソウル、ドリスコールと新バンドのデビュー・アルバムを制作した。そして4月7日のパリ公演を最後にディープ・パープルを脱退した。
ディオ達の所属先はエルフのメンバーとして契約していたパープル・レコードからオイスター・レコードへと変わった。そして配給元のポリドール・レコードによるビッグ・マーケット取得のためにエルフは消滅した。1975年8月10日、オイスター・レコードよりリッチー・ブラックモアズ・レインボー（Ritchie Blackmore's Rainbow）の名義で同名のアルバム（邦題『銀嶺の覇者』）が発表された。

## メンバーのその後
エルフの知名度は、実際に活動していた時期にはあまり高くなかった。消滅した途端に世界中のハード・ロック・ファンから、ディオの出身バンドで、レインボーの前身バンドの母体でもある、という理由で注目を浴びるというやや皮肉な境遇を辿った。
エルフ消滅後、ディオのメロイック・サインに代表されるように、元メンバーがニューヨーク界隈のヘヴィメタル・シーンやスラッシュ・メタル・シーンに影響を与えたという功績は大きい。
- ロニー・ジェイムス・ディオ
- クレイグ・グルーバー
『銀嶺の覇者』が発表された後、ディオ以外のメンバーを一新する決心をしたブラックモアによって、リッチー・ブラックモアズ・レインボーを解雇された[11]。1983年ゲイリー・ムーアのバンドに参加後、ゲイリー・ドリスコールやブルー・チアーのギタリストであったダック・マクドナルドらと「Bible Black」というグループを結成し、アルバム『Bibble Black』をリリースする。その後、「INFINITE METAL WERKZ」というカスタム・メイドのベース・ギターの会社を設立したが、2015年5月5日、前立腺癌との闘病の末に死去した。
- ゲイリー・ドリスコール
グルーバーと同じ理由で、リッチー・ブラックモアズ・レインボーを解雇[11]。ローカル・バンドで活動し、1985年にダック・マクドナルド、ビリー・シーン、アンスラックスのプロデューサーであるカール・ケネディらとともにフラッグ・アルバム『Thrasher』を制作。1987年6月にニューヨーク州イサカ（Ithaca）で他殺体として発見された。薬物取引による事件に巻き込まれたとみられている。
- ミッキー・リー・ソウル
グルーバーと同じ理由で、リッチー・ブラックモアズ・レインボーを解雇[11]。イアン・ギラン・バンド、ホワイトスネイクなどパープル・プロダクションの仕事を受けつつ、現在、ディープ・パープルにはキーボードの技術者として関わっている。
- マーク・ナウシーフ
ドラマーとしてイアン・ギラン・バンド、シン・リジィ、ゲイリー・ムーアのG-Forceに参加。その後、ミュージック・ビジネスとは一線を画したバリやジャワのガムランなどの民族音楽学を修得し、アヴァンギャルド音楽シーンで活動している。
- ダグ・サーラー
音楽マネージメントの仕事に就き、現在はアート・ガーファンクル、リトル・フィート、ブルース・ホーンズビーらを抱えるマネージメント会社メトロポリタン・タレントを運営している。
- デヴィッド・フェィンスティン
アメリカのヘヴィメタル・バンド、ザ・ロッズを結成、80年代に活動後2008年に再結成してノルウェーでギグも行っている。

## ディスコグラフィ

### スタジオ・アルバム
- 『エルフ』 - Elf (1972年)
- 『キャロライナ・カウンティ・ボール』 - Carolina County Ball (1974年) ※米国盤タイトル『L.A./59』
- 『バーン・ザ・サン』 - Trying to Burn the Sun (1975年)

### コンピレーション・アルバム
- The Gargantuan Elf Album (1978年)
- Ronnie James Dio: The Elf Albums (1991年)
- And Before Elf... There Were Elves (2011年) ※The Elves時代の12曲を収録

### シングル
- Hey, Look Me Over / It Pays to Advertise 7" (1967年) ※The Electric Elves名義
- Walking in Different Circles / She's Not the Same 7" (1969年) ※The Elves名義
- Amber Velvet / West Virginia 7" (1970年) ※The Elves名義